# Atherigona tarsalis
Atherigona tarsalis este o specie de muște din genul Atherigona, familia Muscidae, descrisă de Preeti Srivastava în anul 1985. Conform Catalogue of Life specia Atherigona tarsalis nu are subspecii cunoscute.